# Grosser münsterländer
För andra betydelser, se Münsterländer.
Grosser münsterländer är en hundras som från Tyskland. Den är en kontinental stående fågelhund av spanieltyp. När långhårig vorsteh visades på hundutställning första gången 1878 fanns såväl leverbruna, som brun-vita och svart-vita hundar. När rasstandarden skrevs 1897 ansågs den svart-vita färgen som oönskad och från 1909 kunde dessa inte längre registreras. 1919 bildades en rasklubb för de svart-vita, från då kallade grosser münsterländer. Men först 1922 gjordes en ordentlig inventering och man fann då 83 rastypiska hundar framförallt i Münsterland i Westfalen.